# Heinz Schneiter
Heinz Schneiter (Thun, Suiza; 12 de abril de 1935 - Thun, Suiza; 6 de julio de 2017) fue un futbolista y entrenador suizo que jugaba en la posición de defensa.

## Carrera

### Club
Su carrera inició en 1954 con el FC Thun con quien jugaría por dos temporadas. En 1956 pasaría al BSC Young Boys en el que estaría por los siguientes seis años y lograría ganar cuatro títulos de liga y uno de copa en la temporada 1957/58; para luego pasar al FC Lausanne Sport, en el que estaría hasta 1967, donde sería campeón de copa en la temporada 1963/64 y de liga en la temporada 1964/65.
En 1967 regresaría al FC Thun para retirarse en 1969.

### Selección nacional
Jugó para Suiza de 1957 a 1966 participando en 44 partidos y anotando 3 goles, uno de ellos en el mundial de Chile 1962 y también participó en la edición de Inglaterra 1966.

### Entrenador
Fue jugador-entrenador del FC Thun entre 1967 y 1969, año de su retiro como jugador. Luego dirige al BSC Young Boys entre 1970 y 1972.

## Palmarés
- Superliga Suiza

- BSC Young Boys (4): 1956-1957, 1957-1958, 1958-1959, 1959-1960
- Lausanne Sport (1): 1964-1965

- Copa de Suiza

- BSC Young Boys (1): 1957-1958
- Lausanne Sport (1): 1963-1964